# Underground 12
LP Underground 12.0 es un  CD y  descarga digital conjunto lanzado el 16 de noviembre de 2012 por Linkin Park. El  álbum demo fue el cuarto lanzamiento de LP Underground. Este álbum es uno de los discos editados por año por el club de fanes.

## Contenido
Todos los diez temas incluidos en el álbum son demos de las canciones inéditas e incluidos en los álbumes de estudio de Linkin Park, como tres de Hybrid Theory (2000), dos de Meteora (2003) y cinco de Minutes to Midnight (2007). El EP incluye los demos de las canciones como "Points of Authority" y "Forgotten" de su álbum de estudio Hybrid Theory. "So Far Away" es una de las canciones grabadas e interpretadas por Linkin Park para el álbum Hybrid Theory, pero fue descartada cuando el álbum Hybrid Theory fue lanzado en octubre de año 2000, pero se filtró con el álbum a través de su web oficial.

## Lista de canciones
| N.º | Título                                  | Escritor(es)                              | Duración |  |
| 1.  | «Homecoming (Minutes to Midnight Demo)» | Linkin Park                               | 3:08     |  |
| 2.  | «Points of Authority (Demo)»            | Linkin Park                               | 3:05     |  |
| 3.  | «Clarity (Minutes to Midnight Demo)»    | Linkin Park                               | 3:05     |  |
| 4.  | «Asbestos (Minutes to Midnight Demo)»   | Linkin Park                               | 1:55     |  |
| 5.  | «Bunker (Minutes to Midnight Demo)»     | Linkin Park                               | 3:56     |  |
| 6.  | «So Far Away (Unreleased 1998)»         | Linkin Park                               | 2:53     |  |
| 7.  | «Pepper (Meteora Demo)»                 | Linkin Park                               | 2:56     |  |
| 8.  | «Debris (Minutes to Midnight Demo)»     | Linkin Park                               | 3:23     |  |
| 9.  | «Ominous (Meteora Demo)»                | Linkin Park                               | 3:08     |  |
| 10. | «Forgotten (Demo)»                      | Linkin Park, Mark Wakefield, Dave Farrell | 3:46     |  |

## Personal

### Linkin Park
- Chester Bennington – vocales
- Rob Bourdon – Batería
- Brad Delson - Guitarra
- Joe Hahn – turntablist, sampleo, programación
- Mike Shinoda - vocales, Guitarra rítmica , teclado
- Dave "Phoenix" Farrell - Bajo

### Músicos adicionales
- Mark Wakefield - composición de Letra para "Forgotten (Demo)"

- Datos: Q2148368